# Super Street Fighter IV: 3D Edition
Super Street Fighter IV: 3D Edition är ett man mot man-fightingspel utvecklat och utgivet av Capcom till Nintendo 3DS i samband med konsolsläppet. Spelet släpptes i Japan den 26 februari 2011, och är en uppdaterad portering av Super Street Fighter IV. Spelet sålde över 1,1 miljoner exemplar världen över, vilket gjorde det till sjunde bäst säljande 3DS-spel (2011).

### Fotnoter
1. ↑  ”Platinum Titles”. Capcom. 31 mars 2011. Arkiverad från originalet den 10 oktober 2012. https://web.archive.org/web/20121010075248/http://www.capcom.co.jp/ir/english/business/million.html. Läst 9 maj 2011.